# Pandanus decus-montium
Pandanus decus-montium är en enhjärtbladig växtart som beskrevs av Benjamin Clemens Masterman Stone. Pandanus decus-montium ingår i släktet Pandanus och familjen Pandanaceae. Inga underarter finns listade.